# Produit tensoriel (graphe)
Cet article concerne le produit tensoriel de graphes. Pour le produit tensoriel en algèbre, voir produit tensoriel.

Produit tensoriel de deux graphes.

Le produit tensoriel est une opération sur deux graphes {\displaystyle G} et {\displaystyle H} résultant en un graphe {\displaystyle G\times H}. Il est également appelé produit direct, produit de Kronecker ou produit catégorique.

## Construction
Soient deux graphes {\displaystyle G} et {\displaystyle H}. Le produit tensoriel {\displaystyle G\times H} est défini comme suit :
- l'ensemble de ses sommets est le produit cartésien {\displaystyle V(G)\times V(H)} ;
- {\displaystyle (g,h)} et {\displaystyle (g',h')} sont adjacents dans {\displaystyle G\times H} si et seulement si {\displaystyle g} et {\displaystyle g'} sont adjacents dans {\displaystyle G} et {\displaystyle h} et {\displaystyle h'} sont adjacents dans {\displaystyle H}. Autrement dit, deux sommets sont voisins si les sommets dont ils sont issus étaient voisins dans les deux graphes.

## Propriétés
- La matrice d'adjacence de {\displaystyle G\times H} est le produit de Kronecker des matrices d'adjacence de {\displaystyle G} et {\displaystyle H}.
- La conjecture d'Hedetniemi (en) concernait le nombre chromatique du produit tensoriel de deux graphes : {\displaystyle \chi (G\times H)\;{\overset {?}{=}}\;\min\{\chi (G),\chi (H)\}}. Elle est cependant réfutée en 2019 par Yaroslav Shitov qui montre qu'il est possible d'avoir {\displaystyle \chi (G\times H)<\min\{\chi (G),\chi (H)\}}[2].